# Galeodes forcipatus
Galeodes forcipatus är en spindeldjursart som beskrevs av Roewer 1934. Galeodes forcipatus ingår i släktet Galeodes och familjen Galeodidae. Inga underarter finns listade i Catalogue of Life.